# Finkenschnabelstar
Der Finkenschnabelstar (Scissirostrum dubium), auch Schmalschnabelstar genannt, ist eine Art aus der Familie der Stare. Er ist die einzige Art der damit monotypischen Gattung Scissirostrum und auf Sulawesi (inklusive Bangka, Togianinseln, Banggai-Inseln vor Ost-Sulawesi und Buton nach Südosten.) endemisch.

## Merkmale
Der Finkenschnabelstar erreicht eine Körperlänge von 17 bis 21 cm. Der gesamte Körper ist mausgrau befiedert, die Flügel und der keilförmige Schwanz sind dunkel schwärzlich. Die Federn an Bürzel und Oberschwanzdecken sowie einige an den Flanken sind länglich mit schmalen steifen, wachsartigen, leuchtend zinnoberroten Spitzen. Bei manchen Vögeln sind die Spitzen dieser Federn, möglicherweise verblasst, orange.
Der kräftige Schnabel ist gelblich orange mit kräftig gebogenem First (Culmen). Die Nasenöffnung liegen in tiefen Furchen. Beine und Füße sind orangegelb, die Iris ist rötlich.
Männchen und Weibchen sind einander ähnlich. Juvenile Tiere sind mausbraun, die Federn an Bürzel, Oberschwanzdecken und Flanken sind rot oder orange. Ihr Schnabel ist schlanker und blasser, die Iris schwärzlich.

## Lebensraum und Lebensweise
Sein natürlicher Lebensraum sind Tieflandgebiete, aber auch Hochlandtäler bis in Höhen von 1100 m. Dort bewohnen die Vögel Waldränder und Gebiete mit geringem Baumbestand sowie Sumpfwald. Dichte Waldgebiete besuchen sie nur selten.
Er ernährt sich von Getreide und Früchten, wobei die Früchte generell in den Baumkronen gefressen werden, unter anderem von Feigen- und Albizia-Bäumen. Daneben frisst die Art Chilli (Capsicum frutescens) und Insekten.
Der Vogel brütet in Kolonien, die häufig mehr als hundert Paare umfassen. Seine Nester bohrt er nach Spechtart in verrottende oder absterbende Baumstämme. Die Nester befinden sich in der Regel in einer Höhe ab 10 Metern. Manchmal sind es so viele Nester, dass der Stamm instabil wird, bricht und die Kolonie zerstört wird. Die tränenförmige Höhle mit einem Eingang von etwa 4 cm Durchmesser wird mit trockenem Gras und Blättern ausgelegt. Das Gelege besteht normal aus zwei blassblauen, beige oder braun gesprenkelten oder rötlichbraun gefleckten Eiern. Manchmal legen zwei Weibchen Eier in einer Höhle. Die Eier werden von beiden Elternteilen 13 bis 14 Tage bebrütet. Bei einem gefangenen Paar wurde beobachtet, dass beide Elternteile die Küken mit Futter versorgen.

## Taxonomie und Forschungsgeschichte
Der Finkenschnabelstar wurde erstmals 1801 vom englischen Ornithologen John Latham unter dem binären Namen Lanius dubius (Dubious Shrike) beschrieben. Den Vogel „traf er bei Mr. Thompson in der Little Saint Martin’s Lane in London“, Verhalten und Herkunftsland waren ihm unbekannt.